# Duncan Grant (aviron)
Duncan Grant, né le 7 février 1980 à Ashburton, est un rameur néo-zélandais. 

## Palmarès

### Championnats du monde
- 2006,à Eton,  Royaume-Uni
  -  médaille de bronze en skiff poids légers
- 2007,à Munich,  Allemagne
  -  médaille d'or en skiff poids légers
- 2008,à Linz,  Autriche
  -  médaille d'or en skiff poids légers
- 2009,à Poznań,  Pologne
  -  médaille d'or en skiff poids légers